# Adolf Kalina
Adolf Kalina (* 16. Juli 1916 in Werbitz, Österreich-Ungarn; † unbekannt) war ein deutscher  Volkskammerabgeordneter für den Freien Deutschen Gewerkschaftsbund (FDGB).

## Leben
Kalina war der Sohn eines Maschinenschlossers. Er stammte aus Österreich-Ungarn und nahm nach dem Besuch der Volksschule eine Lehre zum Fleischer auf. 1938 wurde er zum Wehrdienst einberufen, der nahtlos in den Kriegsdienst überging. Gegen Ende des Zweiten Weltkrieges geriet er in Gefangenschaft. Nach seiner Rückkehr arbeitete er als Landarbeiter. 1948 trat er der Deutschen Volkspolizei bei. 1950 übernahm er als Traktorist eine Brigade in der Maschinen-Traktoren-Station (MTS) Bandelin. Er wohnte zu dieser Zeit in Behrenhoff im Kreis Greifswald.

## Politik
Kalina wurde nach dem Zweiten Weltkrieg Mitglied des FDGB. In der 2. Wahlperiode von 1954 bis 1958 war er Mitglied der FDGB-Fraktion in der Volkskammer der DDR.

## Auszeichnungen
- zweifacher Aktivist der sozialistischen Arbeit